# 郡山北斗
郡山 北斗（こおりやま ほくと、1996年12月19日 - ）は、岡山県出身の日本の男子卓球選手。
左シェークドライブ型。
ITTF世界ランキング最高位は211位（2017年4月）。
Tリーグは木下マイスター東京に所属歴あり。

## 経歴
父の影響で3歳から卓球を始め、関西高等学校に進学して全日本ジュニアで3位に入るなど頭角を現した。
専修大学に進学後は、全日本学生選手権で男子ダブルス優勝などの成績を残した。
リコーに就職後、2019年後期日本卓球リーグで新人賞を獲得した。
2021年からTリーグの木下マイスター東京に入団した。

## 主な戦績
2014年
- 平成25年度全日本卓球選手権大会 ジュニア男子シングルス 3位
- 全国高等学校総合体育大会（インターハイ） 男子シングルス ベスト8

2015年
- 全日本学生卓球選手権大会 男子ダブルス 優勝（田添健汰ペア）

2016年
- 全日本学生卓球選手権大会 男子シングルス 3位

2017年
- 全日本学生卓球選手権大会 男子シングルス 3位

2021年
- 2021年全日本卓球選手権大会 男子シングルス ベスト16
- 日本卓球リーグ・ビッグトーナメント 男子ダブルス優勝（鹿屋良平ペア）